# Willem Van Hoof
Willem Van Hoof, (Bonheiden, 18 februari 1979) is een gewezen Belgische atleet, die zich had toegelegd op de lange afstand en het veldlopen. Hij nam driemaal deel aan Europese kampioenschappen en veroverde één Belgische titel.

## Biografie
Van Hoof nam in 2006 op de 10.000 m deel aan de Europese kampioenschappen, waar hij werd vijftiende werd in de rechtstreekse finale.
In 2008 werd Van Hoof voor het eerst Belgisch kampioen op de halve marathon. Later dat jaar nam hij deel aan de Europese kampioenschappen veldlopen. Begin 2009 nam hij op de 3000 m deel aan de Europese indoorkampioenschappen, waar hij werd uitgeschakeld in de series. Blessures verhinderden de verdere uitbouw van zijn carrière.

### Clubs
Van Hoof was aangesloten bij Regio Oost-Brabant Atletiek (ROBA).

## Belgische kampioenschappen
| Onderdeel      | Jaar |
| -------------- | ---- |
| halve marathon | 2008 |

## Persoonlijke records
Outdoor
| Onderdeel | Prestatie | Datum        | Plaats   |
| --------- | --------- | ------------ | -------- |
| 3000 m    | 7.53,13   | 26 juli 2008 | Oordegem |
| 5000 m    | 13.45,44  | 22 juli 2006 | Heusden  |
| 10.000 m  | 28.11,01  | 5 juni 2006  | Neerpelt |

Indoor
| Onderdeel | Prestatie | Datum           | Plaats |
| --------- | --------- | --------------- | ------ |
| 3000 m    | 7.56,00   | 8 februari 2009 | Gent   |

## Palmares

### 3000 m
- 2009: 7e in serie EK indoor in Turijn – 8.10,07

### 10.000 m
- 2006: 15e op EK in Göteborg – 28.57,11

### halve marathon
- 2008:  BK in Sint-Truiden – 1:05.53

### veldlopen
- 2008: 23e op EK in Brussel
- 2009:  BK in Oostende-Stene